# Alcimus cuthbertsoni
Alcimus cuthbertsoni là một loài ruồi trong họ Asilidae. Alcimus cuthbertsoni được Hobby miêu tả năm 1934. Loài này phân bố ở vùng nhiệt đới châu Phi.